# Сіро Амакуса
Амакуса Сіро (яп. 天草 四郎 Амакуса Сіро :, 1621? — 1638) також відомий як Масуда Сіро Токісада (яп. 益田 四郎時貞 Масуда Сіро: Токісада) — духовний лідер повстання в Сімабарі, революції японських християн початку періода Едо. Помер у віці 17 років.

## Біографія
Син колишнього васала роду Конісі (яп. 小西氏) Масуди Дзімбея (益田 甚兵衛), Сіро народився на острові Амакуса (сьогодні цей острів входить до складу міста Камі-Амакуса в префектурі Кумамото) і брав участь в селянському повстанні в Сімабарі лідером якого він був представлений в якості «Четвертого сина Неба», передбаченого єзуїтським місіонером Св. Франциском Ксав'єром. За пророцтвом єзуїта, «Четвертий син Неба» повинен був очолити християнізацію Японії.
Сам Сіро ніколи не заявляв про свою божественність, але його послідовники вважали його месією кажучи в свою чергу що він міг ходити по воді і дихати вогнем.
Сіро очолював оборону замку Хара і загинув коли той упав. Після придушення повстання його голова, як і багатьох інших повстанців, була виставлена на піку в Нагасакі протягом дуже довгого часу як попередження будь-яким іншим потенційним повстанцям-християнам. Перед смертю він написав вірш: 「いま籠城している者たちは来世まで友になる」 Сіте іру моно-тачі ва райсє маде томо ні нару («Тепер ті, хто був зі мною в осадженому замку, будуть моїми друзями в іншому світі»).

## Війна християн
11 грудня 1637 дехто Хаясі Хейдзаемон глумився над образом Ісуса Христа і Діви Марії за що був убитий. Сьогунат надіслав каральний самурайський загін але японські християни вирізали його. До того-ж вони спалили до попілу призамкове місто Сімабара і захопили південнояпонські провінції Амакуса і Ояно, а також районі бухти Коцу провінції Хіґо. Сили повсталих були сформовані на зразок самурайського війська і поділялися на загони по селах, якими командували сільські голови. Батько Сіро Амакуса Токасіда зробив основною фортецею відремонтований замок Хара.
Наприкінці січня 1638 фортецю атакувала армія Сьогунату в 125 000 солдат початковою тактикою був змор але надійшов наказ негайно атакувати християн. В результаті головнокомандувач Ітакура Сіґамаса був убитий. Замість нього уряд призначив Мацудайру Нобуцуну який все-ж вирішив брати змором і залучився підтримкою Голландії. Наприкінці березня 1638 року шпигуни повідомили Мацудайрі що провізія у замку Хара вичерпалися тому він вирішив провести другий загальний штурм. 11 квітня пішов активний наступ і на наступний день взяли замок. Всіх християн незалежно від віку і статі вирізали. Живим залишили лише стукача Ямаду Емосаку. Хоча втрати сьогунату оцінюють в 1900 солдат, зважаючи на вбивство головнокомандувача це дуже суперечливо.

## Масова культура
Образ Сіро Амакуси часто зустрічається в японських фільмах і аніме, наприклад у історичному фільмі «Повстання християн» (1962, реж. Нагіса Осима) роль Амакуса зіграв відомий актор Хасідзо Окава. Амакуса і Ояно, а також районі бухти Коцу провінції Хіґо.
Також Амакуса присутній в серії файтинга «Samurai Shodown», а в манзі «Amakusa +1637» розповідається історія про дівчину з сучасного світу яка відправляється в минуле щоб виконати завдання Сіро котрий був убитий. Згадується Амакуса Сіро і в «Бродязі Кенсіна» («Rurouni Kenshin»). В «Індексі чарівництва» Кандзакі Каорі представляється як свята з секти Амакуса що сформувалася в період Едо - після повстання в Сімабарі, коли християнство було заборонено, і проводила таємне існування у вигляді синтезу християнства, синтоїзму і буддизму. Його версія також присутня в японській лайт-новелі і аніме Fate/Apocrypha.
Крім того, компанія «Volks» випустила ляльку під ім'ям «Амакуса Сіро Токісада» (Amakusa Shirou Tokisada Super Dollfie SD13) вартість якої становить 92400 ієн.

## Див. Також
Хун Сюцюань